# Offizier (Deutschland)

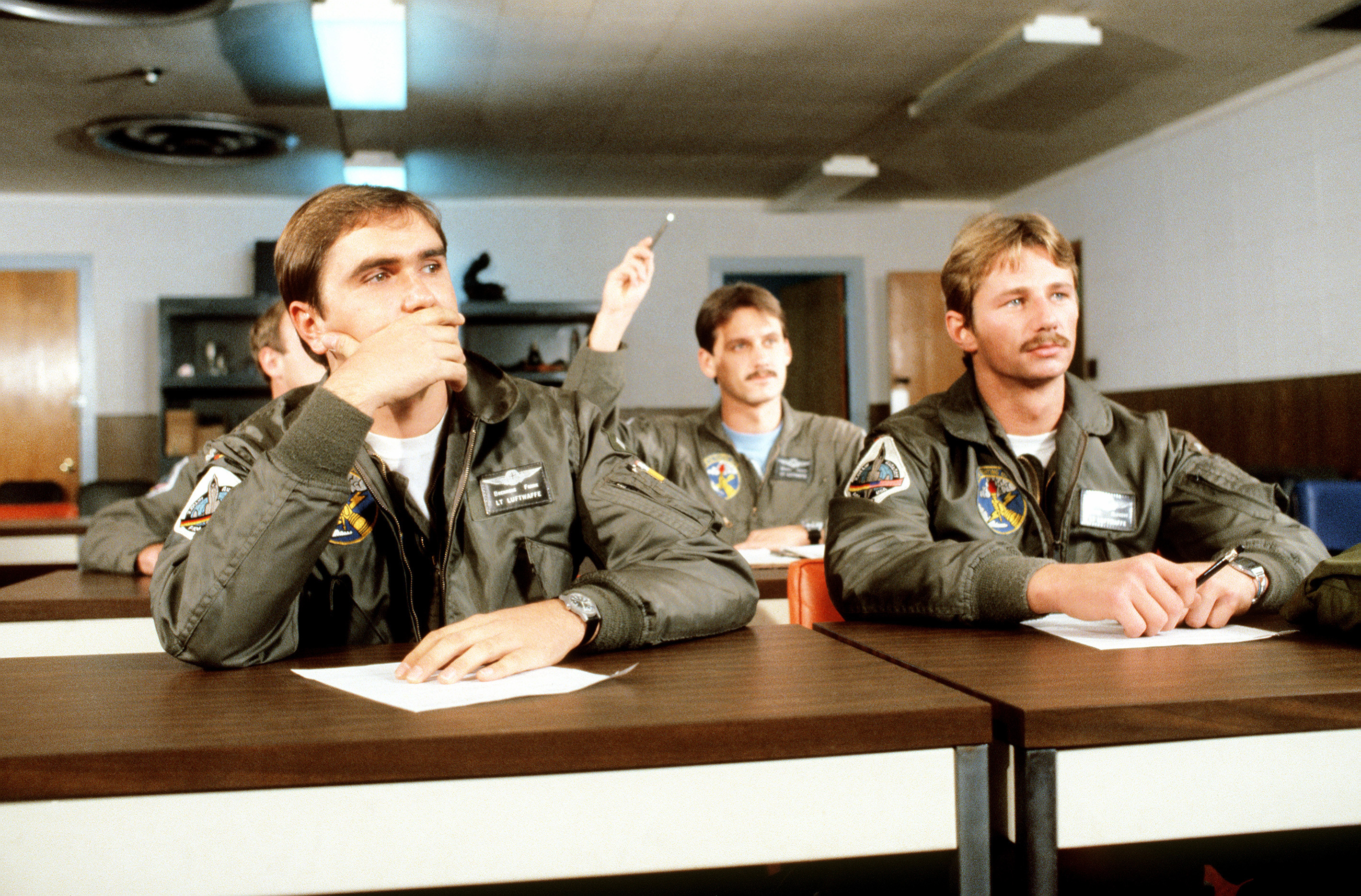
Leutnante der Luftwaffe auf der Luke Air Force Base (1982)

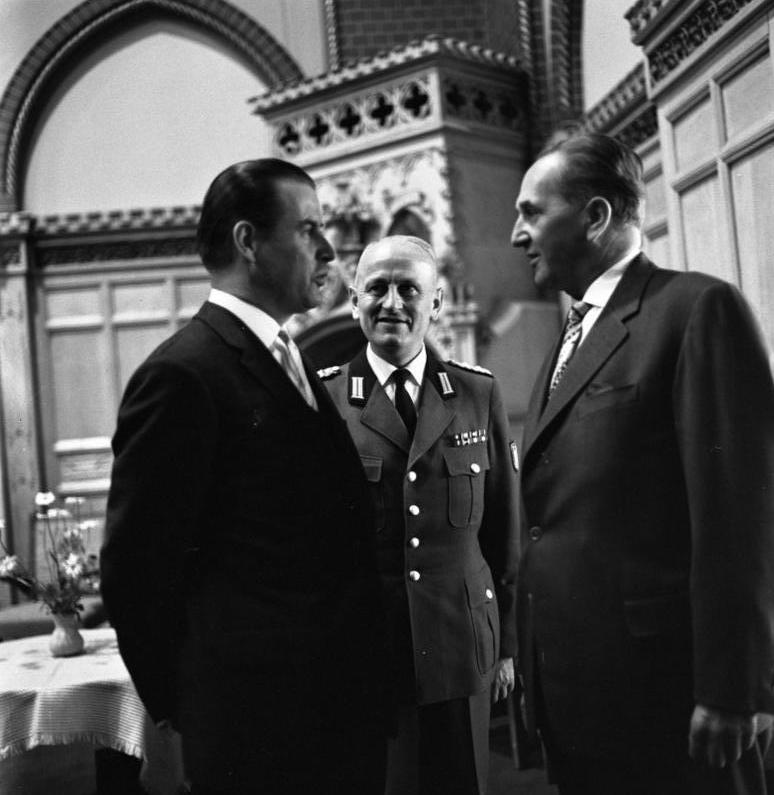
BGS-Offizier und Gerhard Schröder (1961)

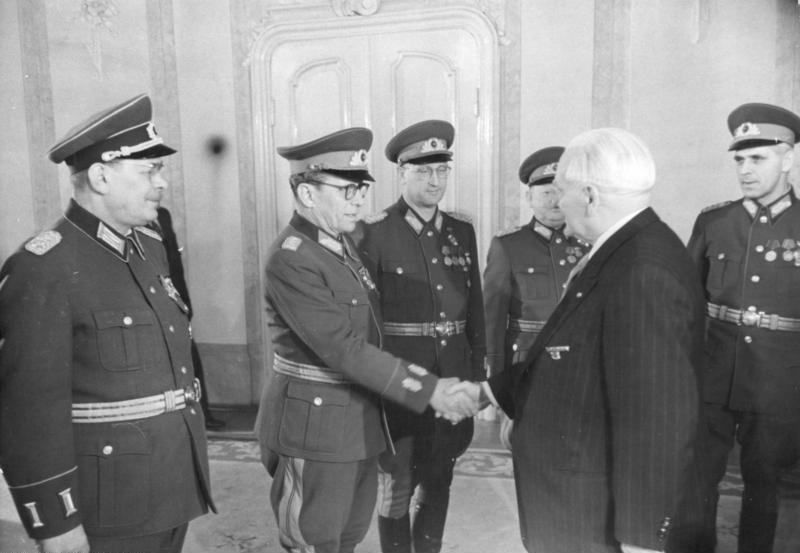
Empfang von NVA-Offizieren durch Wilhelm Pieck

Ein Offizier in Deutschland ist ein deutscher Soldat ab dem Dienstgrad eines Leutnants aufwärts (oder eines Unterleutnants, sofern dieser Dienstgrad in der jeweiligen Organisation vorhanden ist).

## Bundesrepublik

### Bundeswehr
Ein Offizier der Bundeswehr ist Soldat der Bundeswehr vom Dienstgrad eines Leutnants bis zum General. Er ist Führer, Ausbilder und Erzieher der ihm unterstellten Soldaten. Dem Offizier kann Disziplinarbefugnis übertragen werden. Der dazu gehörende Dienstgrad der Bundeswehr beinhaltet die Dienstgradgruppen der Leutnante, Hauptleute, Stabsoffiziere oder Generale. Die Laufbahngruppe der Offiziere umfasst zehn Laufbahnen: die Laufbahn der Offiziere des Truppendienstes, des Sanitätsdienstes, des Militärmusikdienstes, des Geoinformationsdienstes der Bundeswehr und des militärfachlichen Dienstes sowie jeweils eine diesen Laufbahnen entsprechende Laufbahn für Offiziere der Reserve.

### Bundesgrenzschutz
Bis 1976 bestanden im Bundesgrenzschutz (BGS) Dienstgrade. Die Dienstgradgruppe der Offiziere reichten von Leutnant im BGS bis Generalmajor im BGS, dem Inspekteur des Bundesgrenzschutzes. 1976 wurden die Dienstgrade in Amtsbezeichnungen umgewandelt, die denen der Landespolizeien entsprachen. Dienstgrade und Amtsbezeichnungen wurden mit dem Zusatz im Bundesgrenzschutz, im BGS oder i. BGS versehen.

## Deutsche Demokratische Republik

### Nationale Volksarmee
Die Offiziere der Nationalen Volksarmee und der Kasernierten Volkspolizei wurden in einem dreijährigen, ab 1984 vierjährigen Studium an der Offiziershochschule ausgebildet. Zu Beginn des zweiten Studienjahrs stand ein Praktikum als Gruppenführer an. Nach der Abschlussprüfung zum Leutnant ernannt, wurden die Offiziere in der Regel als Zugführer eingesetzt. Im Weiteren wurden sie auf die Dienststellung Kompaniechef vorbereitet und in die Gefechtsführung als Bataillonskommandeur eingewiesen.
Angehende Reserveoffiziere wurden am Ende des Grundwehrdienstes aus den Besten ausgewählt, in mehreren Kursen an der Offizierhochschule ausgebildet und nach einer Prüfung zum Unterleutnant ernannt.
Nach drei- bis vierjährigem Truppendienst wurden besonders befähigte Offiziere, auch der VP-Bereitschaften, für das Studium an der Militärakademie Friedrich Engels oder einer sowjetischen Militärakademie ausgewählt. Dort erfolgte die Ausbildung für Kommandeure ab Regimentskommandeur und für herausgehobene Dienstposten in den Kommandos der NVA oder beim Ministerium für Nationale Verteidigung.

### Ministerium für Staatssicherheit
Der Großteil der Angehörigen des damaligen Ministeriums für Staatssicherheit (MfS) waren Berufssoldaten. Das Ministerium hatte zuletzt 91.015 hauptamtliche Mitarbeiter (Stichtag: 31. Oktober 1989), von denen nur 185 zivile Mitarbeiter waren. Das Dienstverhältnis der Berufssoldaten war entsprechend den NVA-Berufssoldaten gestaltet. Seit dem Jahr 1972 betrug die reguläre Mindestdienstzeit 25 Jahre. Bis zum Jahr 1952 führten die Offiziere die Dienstgradbezeichnungen der Volkspolizei. Dann wurden sie neu attestiert, das heißt in ihren Fähigkeiten und Leistungen beurteilt und in militärische Dienstgrade eingestuft. Zwei Sondergruppen der Berufsoffiziere waren die Offiziere im besonderen Einsatz (OibE) und die U-Mitarbeiter.

#### Offiziere im besonderen Einsatz
Offiziere im besonderen Einsatz wurden außerhalb des MfS-Apparates, in der Regel in „sicherheitspolitisch bedeutsamen Positionen im Staatsapparat, der Volkswirtschaft oder in anderen Bereichen des gesellschaftlichen Lebens“ in der DDR oder im Ausland (bzw. der Bundesrepublik) eingesetzt und agierten dort, verdeckt und mit einer „legendierten“ Biographie ausgestattet, im Sinne des MfS. Somit hatten sie Aufgaben, die denen der Inoffiziellen Mitarbeiter entsprachen, waren aber hauptamtliche Angehörige des MfS.

#### U-Mitarbeiter
U-Mitarbeiter waren einerseits im Bereich der „Beobachtung und Ermittlung“ und der Spionageabwehr tätig, um Spionageaktionen gegen das MfS, gegen Mitarbeiter hoher staatlicher Stellen der
DDR sowie Angehörige der bewaffneten Organe abzuwehren. Andererseits wurden sie zur Observation von in Verdacht geratenen MfS-Angehörigen und ehemaligen MfS-Angehörigen eingesetzt. Diese U-Mitarbeiter waren in der Abteilung 4 des Bereichs Disziplinar der Hauptabteilung Kader und Schulung angesiedelt. Sie wurden erst 1989 als U-Mitarbeiter geführt, zuvor waren sie als OibE eingestuft.
U-Mitarbeiter durften Objekte des MfS nicht betreten und nicht als MfS-Mitarbeiter in Erscheinung treten. Zu diesem Zweck wurden in der Regel Einstellungskandidaten, die zuvor als Perspektivkader ihre Zuverlässigkeit bewiesen hatten, direkt als U-Mitarbeiter eingesetzt. Legendiert waren sie in der Regel durch ein Scheindienstverhältnis bei Organen des Ministeriums des Innern (MdI) oder der NVA. Der höchste bislang bekannte Dienstgrad war Major.

#### Besoldung
Die Besoldung der Offiziere des MfS unterlagen, wie alle Soldaten des MfS, einer eigenen Besoldungsordnung. Sie bestand aus Vergütungen für den Dienstgrad, für die Dienststellung, einem prozentualen Aufschlag entsprechend dem Dienstalter sowie Zulagen und Aufschläge für bestimmte Tätigkeiten. Den nicht kaserniert untergebrachten Berufssoldaten wurde Wohn-, Bekleidungs- und Verpflegungsgeld gezahlt. Hinzu kamen außerdem mit Auszeichnungen verbundene finanzielle Gratifikationen.
Die Gehaltsspanne für den Dienstgrad reichte im Jahr 1987 von monatlich 400 Mark (Unterleutnant) bis 1.400 Mark (Generaloberst).
Die Dienststellung wurde nach 23 Vergütungsstufen besoldet, wobei zwischen dem Dienst in der Zentrale, im Wachregiment „Feliks Dzierzynski“ sowie der Bezirksverwaltung (BV) Berlin einerseits und dem Dienst in den übrigen Bezirksverwaltungen andererseits unterschieden wurde. Die Spanne reichte im Jahr 1978 von 500 Mark (Wachkräfte in einer BV außerhalb Berlins) und 3.350 Mark (stellvertretender Minister).
Grundlage für die prozentualen Dienstalterszuschläge waren die Vergütung für Dienstgrad, Dienststellung und Zulagen. Sie betrug ab drei Dienstjahren acht Prozent, ab fünf Dienstjahren zehn Prozent, ab zehn Dienstjahren 15 Prozent, ab 15 Dienstjahren 20 Prozent und ab 20 Dienstjahren 25 Prozent.
Zulagen wurden beispielsweise gewährt für Flugpersonal, Ärzte, Zahnärzte und Apotheker sowie Hochschullehrer und wissenschaftlichen Mitarbeiter der Juristischen Hochschule Potsdam. Zuschläge wurden zur „Kompensation besonderer physischer und psychischer Belastungen“, wie Schicht- und Grenzdienst, gezahlt.
Das Einkommen der Offiziere war, wie der aller MfS-Mitarbeiter, weitgehend steuerfrei. Lediglich die Vergütung für den Dienstgrad unterlag der Lohnsteuerpflicht. Außerdem zahlten sie zehn Prozent des Bruttolohns als Beitrag zur Sonderversorgungskasse des MfS. Die Altersversorgung betrug 75 Prozent des letzten Bruttoverdienstes.
Neueingestellte Offiziersschüler, die im MfS-Auftrag studierten, erhielten pauschalierte monatliche Dienstbezüge (im Jahr 1987: 1. Dienstjahr: 675 Mark, 2. Dienstjahr: 725 Mark, 3. Dienstjahr: 775 Mark, 4. Dienstjahr: 850 Mark).
Minister Erich Mielke hatte zuletzt ein Jahreseinkommen von 79.062,50 Mark, die übrigen Generale verdienten monatlich 4.000 bis 6.500 Mark. Ein als Führungsoffizier für IM eingesetzter Hauptmann mit mindestens zehn Dienstjahren kam auf bis zu 2.242,50 Mark.